# Painted Desert
Pour les articles homonymes, voir Painted Desert (homonymie).
Le Painted Desert (désert peint) occupe une partie du Petrified Forest National Park dans l'Arizona, à l'ouest des États-Unis. Constitué de badlands, il est renommé pour ses couleurs brillantes et variées qui lui donnent son nom. Le Painted Desert continue vers le nord dans la nation Navajo, où les déplacements hors route ne sont possibles que sur autorisation.
Le désert mesure environ 120 km de long sur 190 km de large, ce qui en fait une superficie d’environ 378 km² au total.

## Histoire
Le désert peint a été nommé par une expédition espagnole dirigée par Francisco Vázquez de Coronado lors de sa quête de 1540 pour trouver les sept Cités d'or. Il les a localisés à environ 40 km à l’est de ce qui est actuellement le parc national de la forêt pétrifiée. Constatant que les villes n’étaient pas faites d’or, Coronado envoya une expédition à la recherche du fleuve Colorado pour s’approvisionner. En passant par le pays des formations colorées, ils ont nommé la région El Desierto Pintado (« Le désert peint »)
.

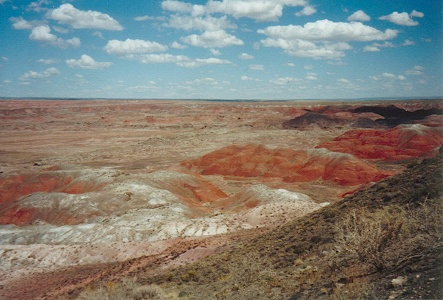
Painted Desert
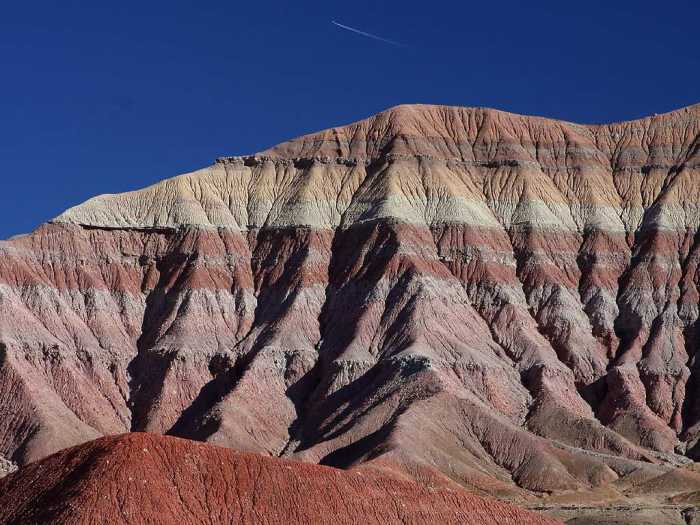
Painted Desert
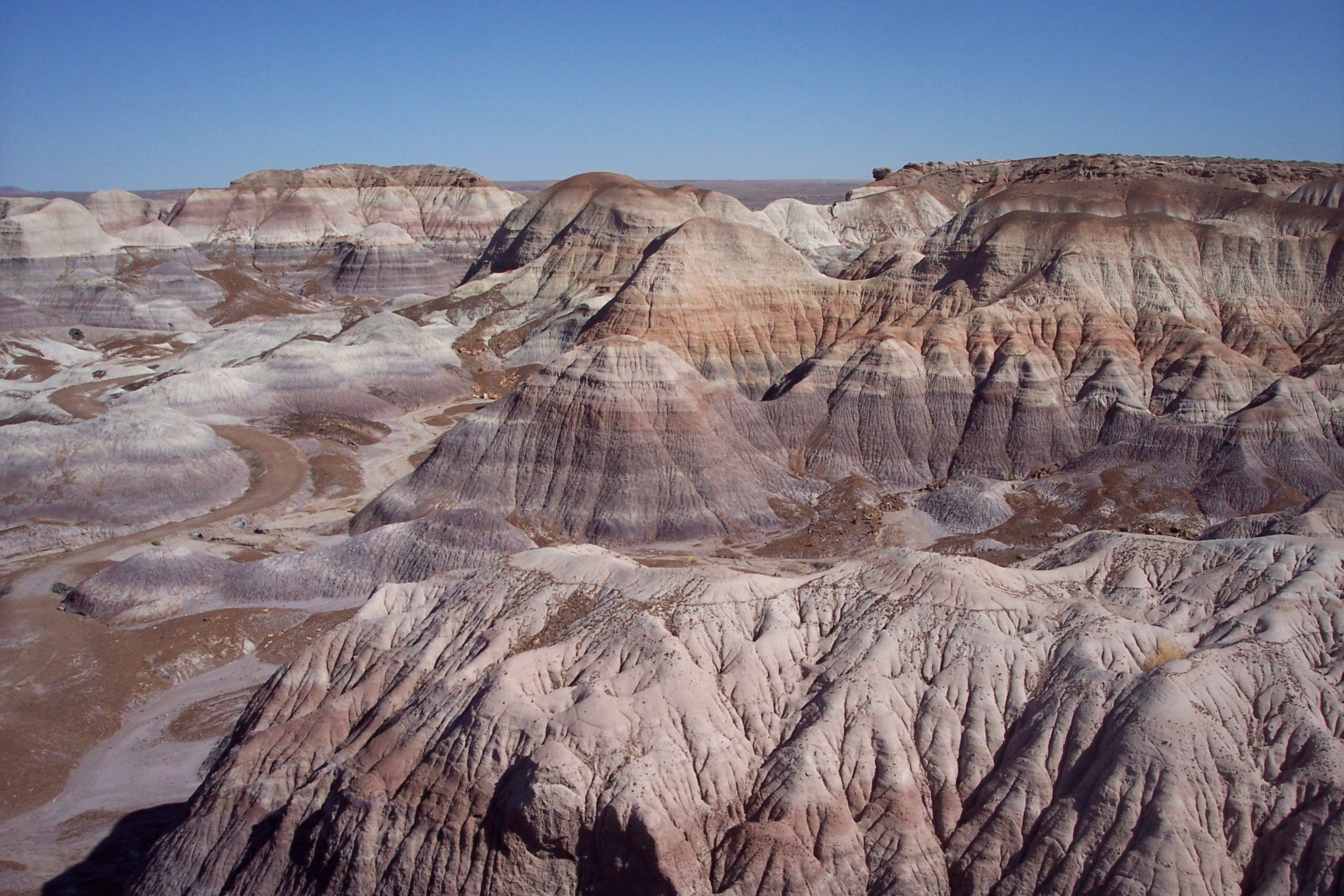
Blue Mesa
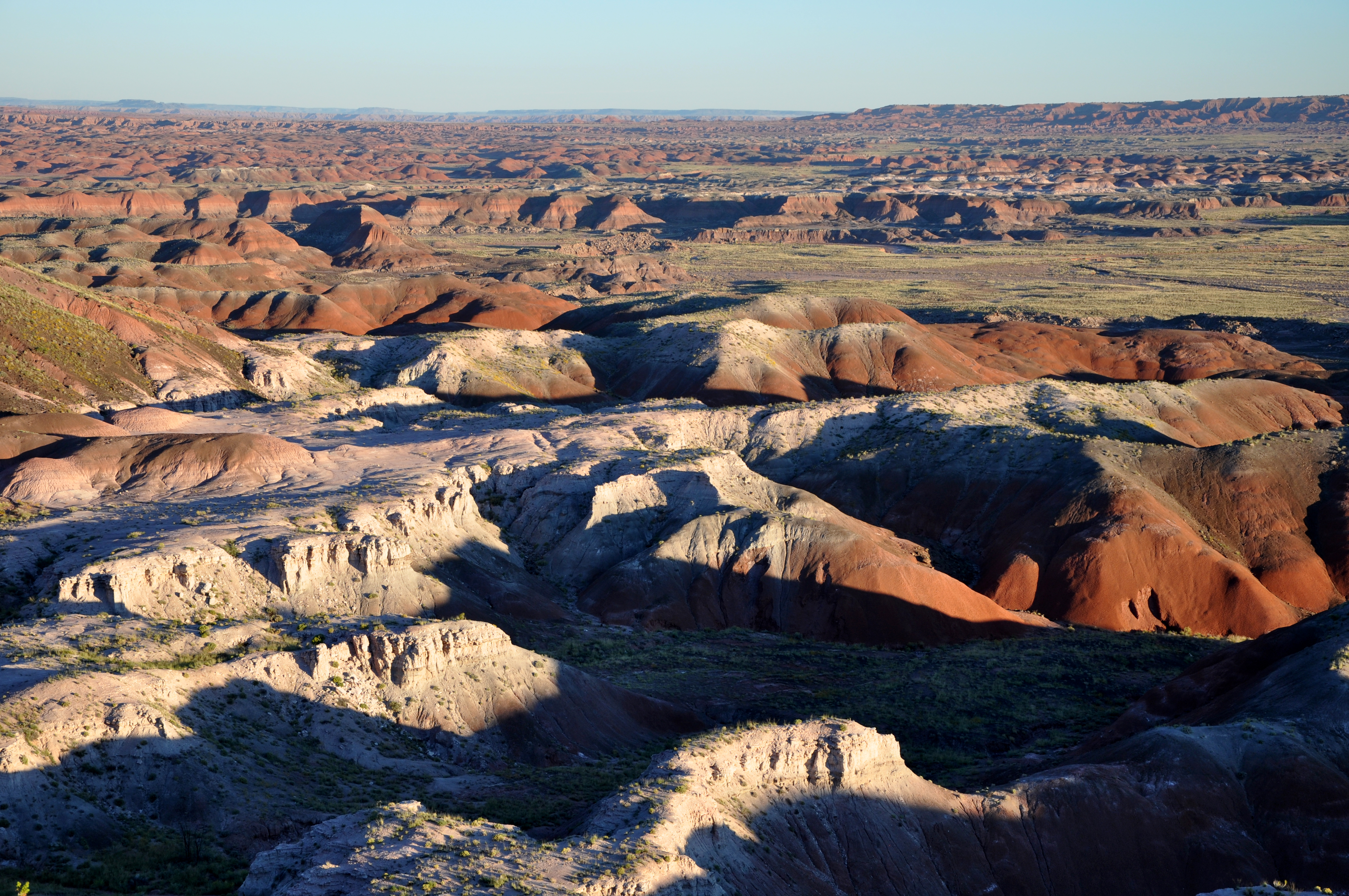
Tawa Point
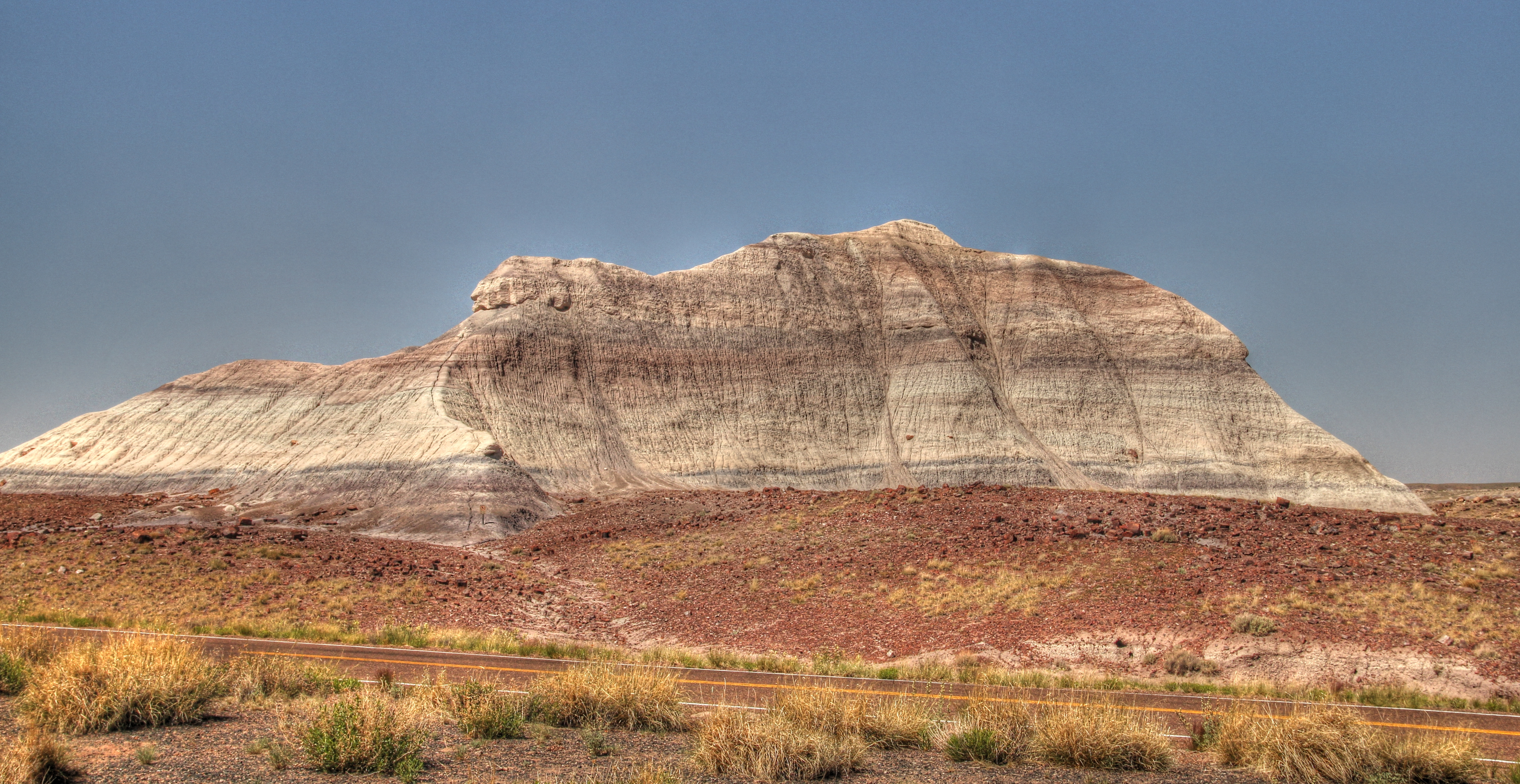
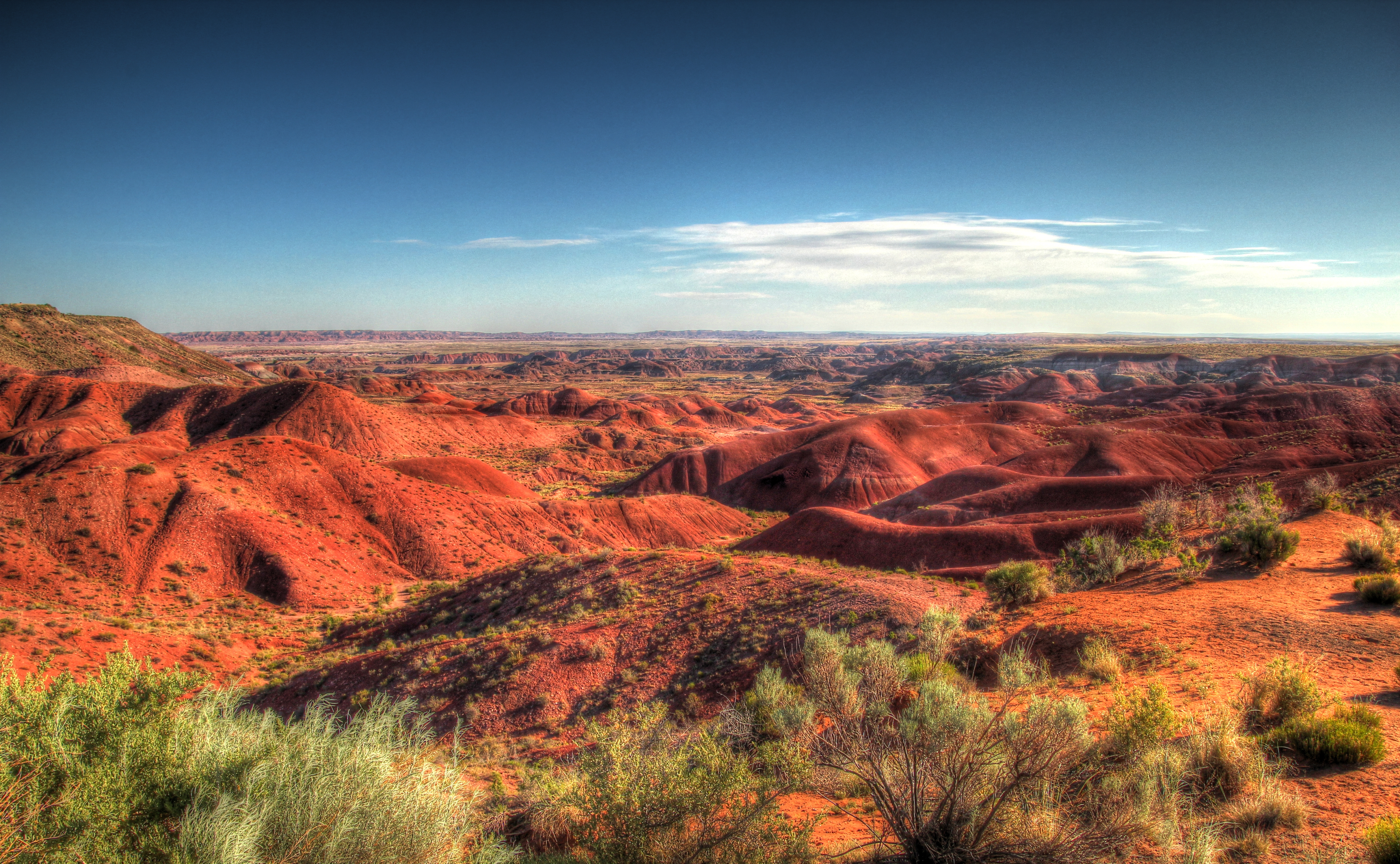
le désert coloré
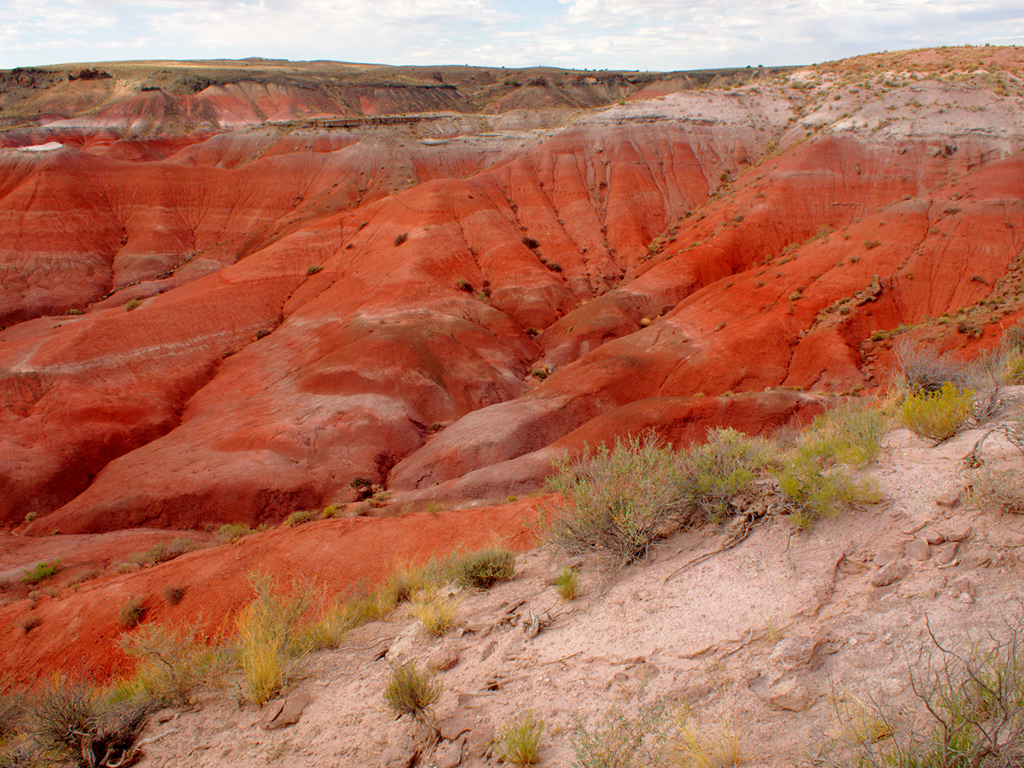
Roches colorées
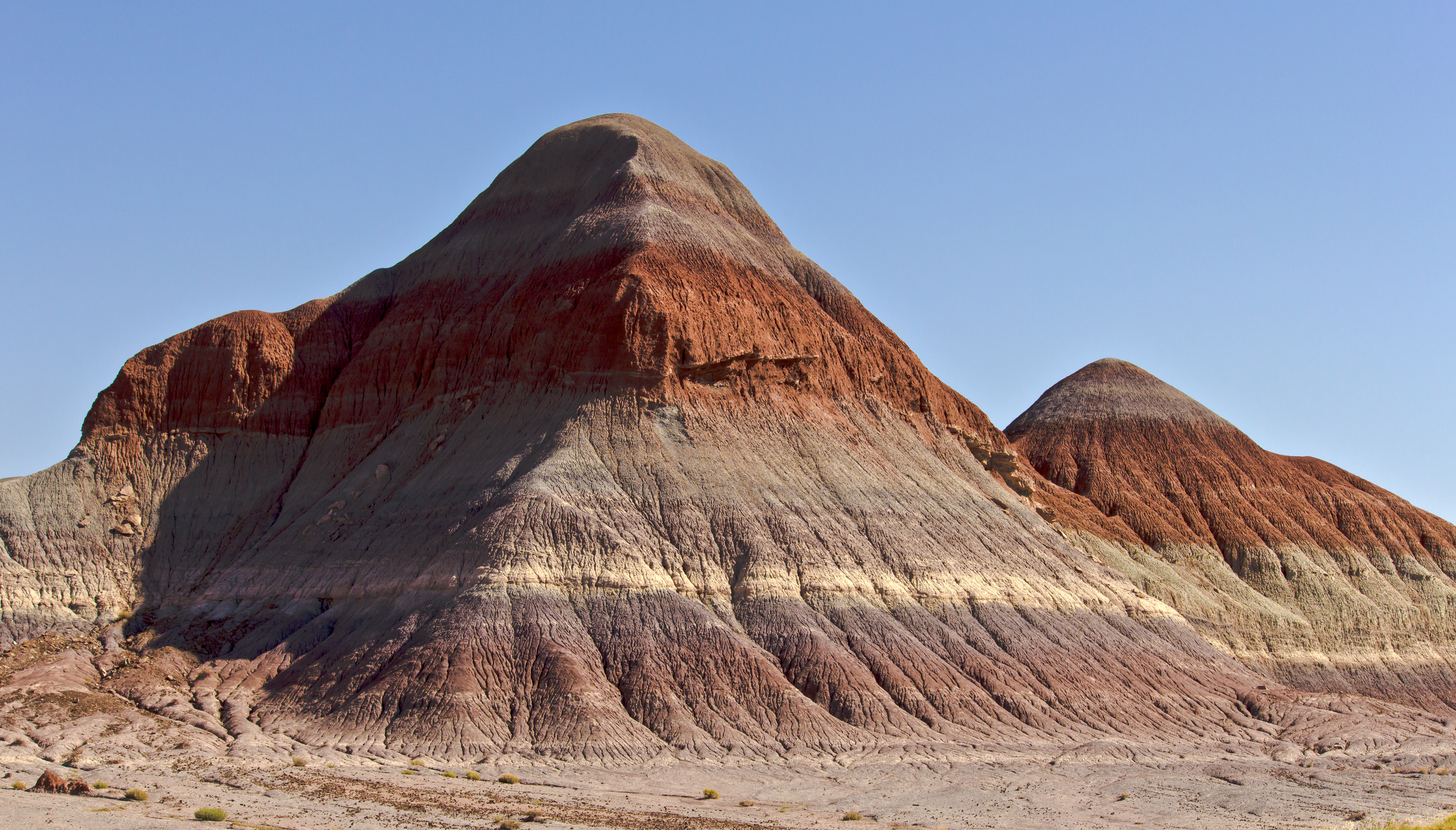
Paysage
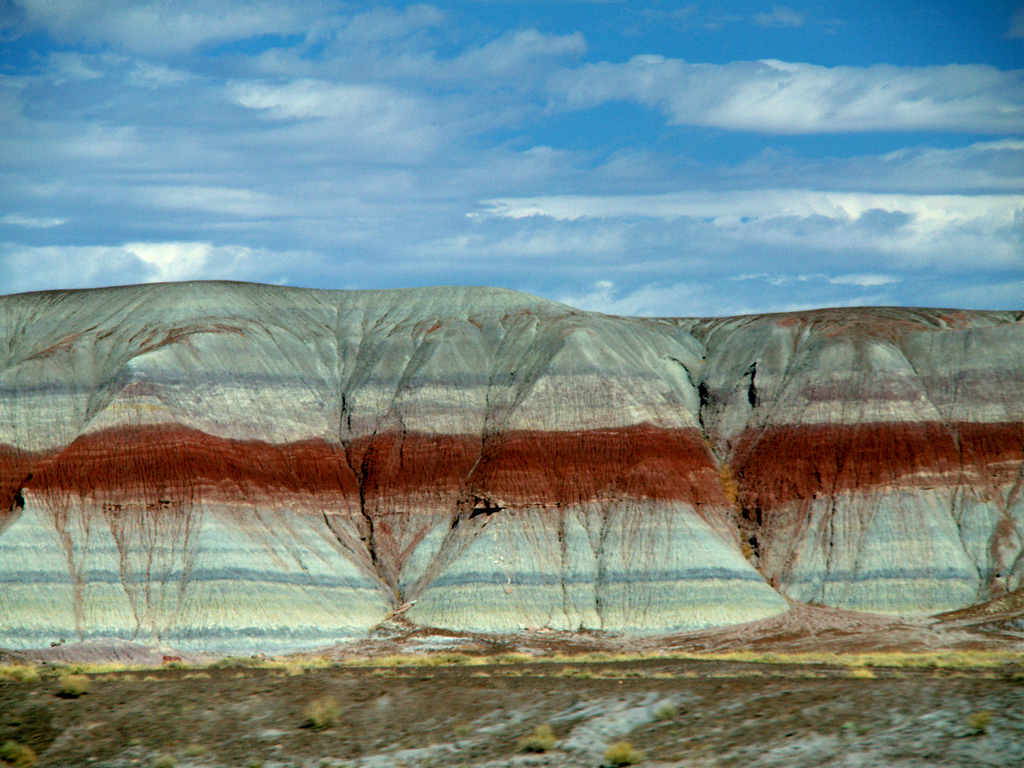
Rochers peints